# I Am Your Egg
Albums de Gong
Pentanine
(2004) Glastonbury '79-'81
(2005)
I Am Your Egg est le dixième et dernier album studio de Mother Gong sorti en 2005. Il est sorti sous le nom de Gilli Smyth, Daevid Allen & Orlando Allen, ce dernier est le fils de Daevid et Gilli. On y retrouve entre autres des membres de Acid Mother Temple et University of Errors.

## Liste des titres
| No  | Titre                     | Durée |
| --- | ------------------------- | ----- |
| 1.  | End St. Station           | 3:53  |
| 2.  | Sacrifice                 | 1:33  |
| 3.  | Melting Love              | 7:02  |
| 4.  | Slinky Ones               | 2:01  |
| 5.  | River Song                | 7:10  |
| 6.  | Ship Of Fools             | 5:48  |
| 7.  | Midnight Sun              | 2:30  |
| 8.  | Undeniably                | 2:37  |
| 9.  | Time Dilation             | 3:44  |
| 10. | Hungry Lion               | 0:54  |
| 11. | Mechanical Schoolmistress | 2:54  |
| 12. | Palestine                 | 2:16  |
| 13. | Memory                    | 5:00  |

## Personnel
- Daevid Allen : Guitare (glissando), chant
- Orlando Allen : Chant, synthétiseurs
- Gilli Smith : Chant, space whisper
- Greg McClain : Effets sonores
- Josh Pollock : Guitare
- Kawabata Makoto : Guitare
- Steve Holt :  Flûte
- Efendi Jaenudin Pepen : Flûte, instruments Gamelans
- Darragh Brady : Chant
- Clara Quennefranc : Chant
- Ren Waterfall : Tabla
- Gerard Lyndon : Batterie
- Sam McClain : Batterie
- Harry Williamson : Guitare acoustique 12 cordes
- Thierry Fosman : Contrebasse
- Ayrun Carkeet : Basse
- Scott Tinkler : Trompette
- Dave Ades : Saxophone
- Simon Crosbie : Harmonica